# Breitenbrunn/Erzgeb.

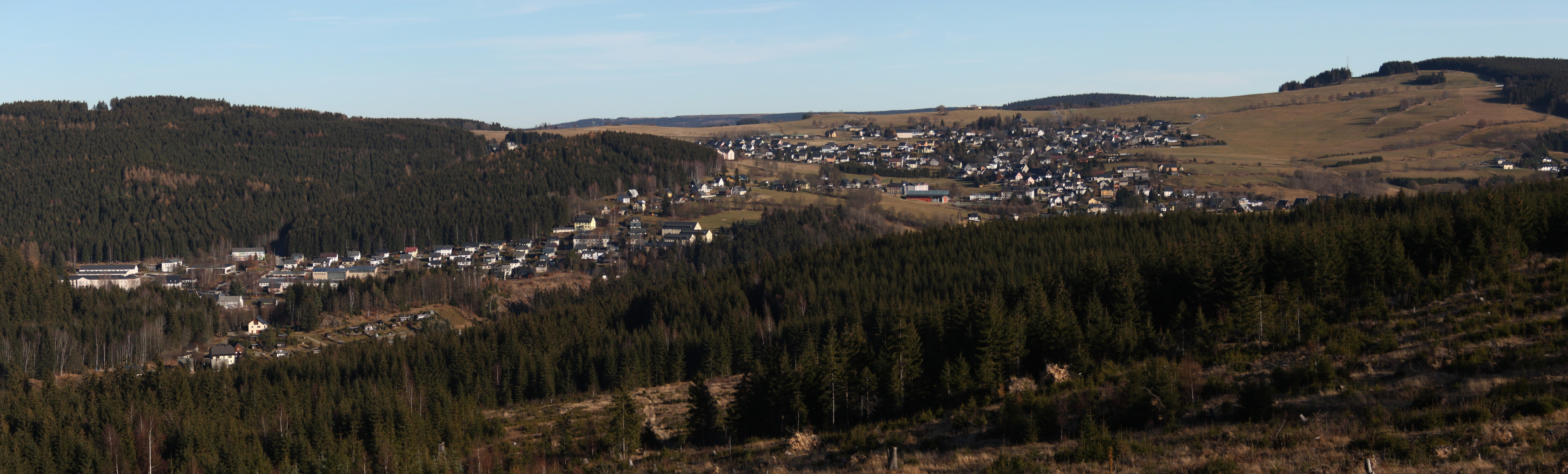
Blick auf Breitenbrunn

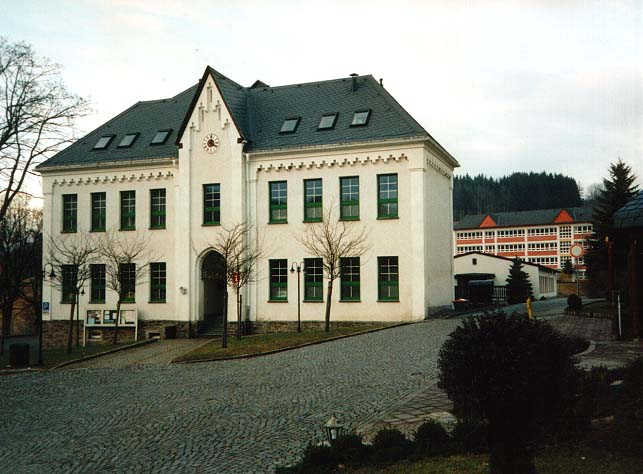
Haus des Gastes und Schule

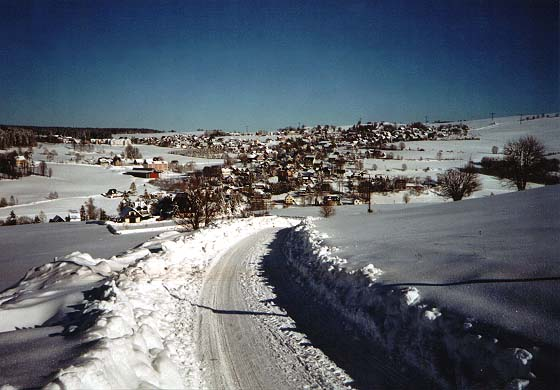
Breitenbrunn im Winter

Breitenbrunn/Erzgeb. ist eine Gemeinde im Erzgebirgskreis des Freistaats Sachsen. Die Abkürzung „Erzgeb.“ steht für „Erzgebirge“.

## Geographie
Breitenbrunn liegt an einem Berghang, der sich vom Schwarzwassertal in östliche Richtung erstreckt. Angrenzende Berge sind der Zechenhübel, der Kammerstein, der Rabenberg und der Sauberg.

### Gemeindegliederung
Die Gemeinde Breitenbrunn gliedert sich in sieben Ortsteile
| - Breitenbrunn - Antonsthal - Antonshöhe | - Erlabrunn - Steinheidel | - Rittersgrün - Tellerhäuser |

Historisch besaß Breitenbrunn auch noch die Ortsteile Breitenhof, Carolathal, Halbemeile und Rabenberg sowie die Ortsteile der eingemeindeten Gemeinden.
Darüber hinaus gibt es in der Streusiedlung mehrere benannte Anwesen und Ansiedlungen: Berg (⊙), Danelhäusel  (⊙), Dorotheen (Dorotheer Zechenhaus, etwa 1888 abgerissen, ⊙), Felshaus (⊙), Hammerleithe (⊙), Huthaus (⊙), Hüttenhäuser (⊙), Kaltwasser (⊙), Klughäuser (⊙), Mühlenanger (⊙), Neuer Anbau (von Einheimischen auch die „Sorg“ genannt, ⊙), Schützhaus (⊙), Wassermühle (⊙) und Zechenhaus (⊙).

### Nachbargemeinden
|                                             | Stadt Schwarzenberg im Erzgebirgskreis                                                                | Stadt Schwarzenberg im Erzgebirgskreis          |
| Stadt Eibenstock im Erzgebirgskreis         | Kompassrose, die auf Nachbargemeinden zeigt                                                           | Gemeinde Raschau-Markersbach im Erzgebirgskreis |
| Stadt Johanngeorgenstadt im Erzgebirgskreis | Gemeinde Potůčky (Breitenbach) und Stadt Boží Dar (Gottesgab) im Okres Karlovy Vary (Bezirk Karlsbad) | Stadt Oberwiesenthal im Erzgebirgskreis         |

## Geschichte

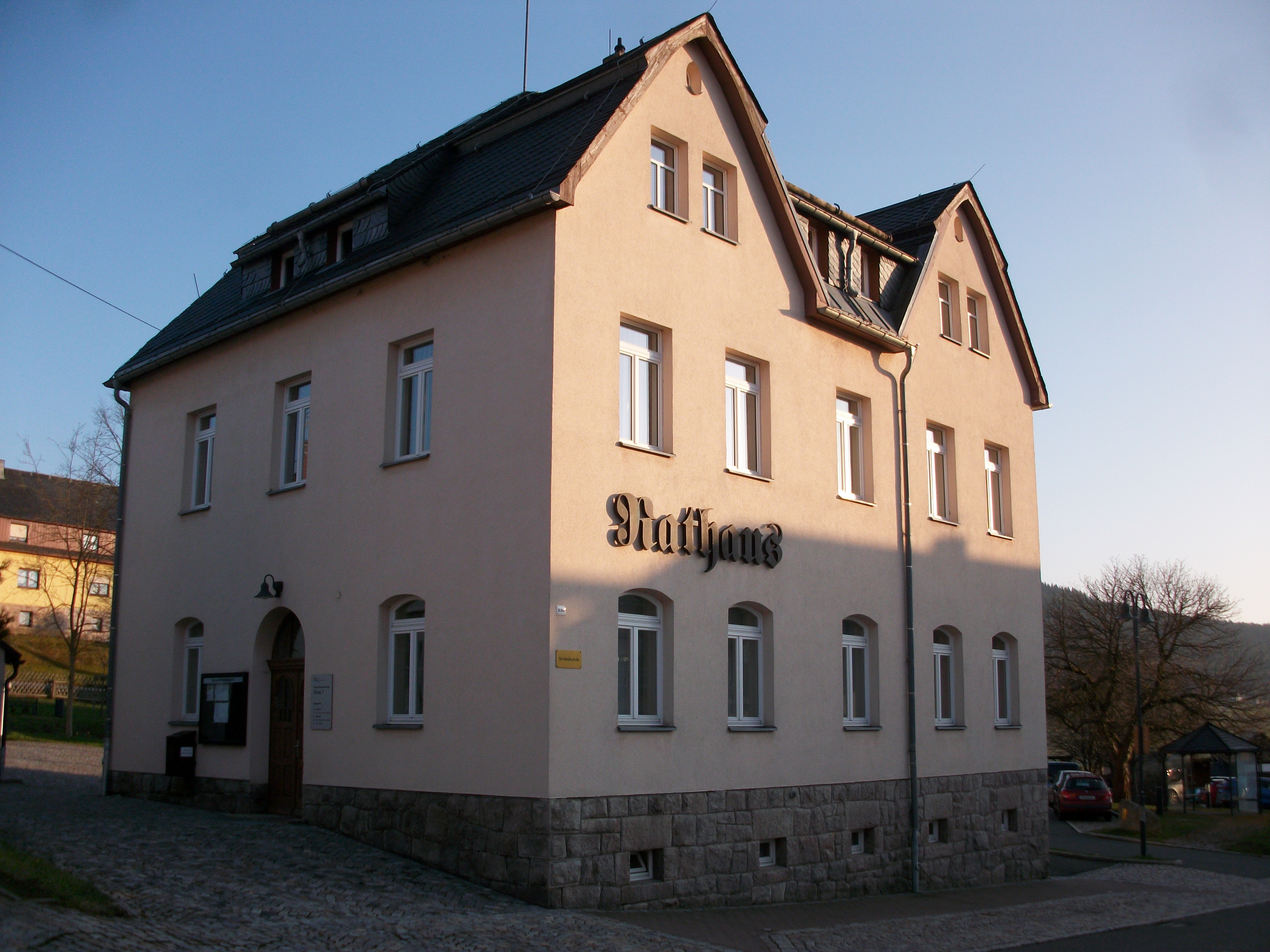
Rathaus Breitenbrunn/Erzgeb.

Als das höchstgelegene Dorf der Herrschaft Schwarzenberg ist Breitenbrunn vermutlich erst im 13. Jahrhundert gegründet worden. Anhand der Flurgröße und Anlage lässt sich ermitteln, dass sich zunächst nicht mehr als zehn Familien ansiedelten. Erstmals wird das Dorf „breitinprun“ 1380 in einem Kopialbuch der Burggrafen von Leisnig urkundlich erwähnt, als die Schürfrechte für ein Zinnbergwerk neu vergeben wurden. Bereits vor der Gründung von Breitenbrunn befand sich oberhalb der späteren Siedlung eine Wallanlage mit Wachturm, einem Wassergraben und einem kleinen Vorwerk, um die Herrschaft Schwarzenberg an ihrem südlichsten Punkt zu schützen. Da sich innerhalb des Wassergrabens eine Quelle befand, nannte man den Graben einen „breiten Brunnen“. Die Bezeichnung wurde bald auch für das neu gegründete Dorf übernommen.
Geschichtliche Bedeutung hatte die im Ort befindliche Papiermühle Breitenbrunn, aus der unter anderem Johann Sebastian Bach sein Notenpapier bezog.
1956 wurde in Breitenbrunn das Institut für Gangerzbergbau gegründet, das später eine Ingenieurschule für Maschinenbau war, die 1983 in die Technische Hochschule Karl-Marx-Stadt eingegliedert wurde.

### Eingemeindungen
Am 1. Juli 1998 wurde Antonsthal mit dem Ortsteil Antonshöhe eingemeindet. Am 1. Juli 2005 folgte Erlabrunn mit dem Ortsteil Steinheidel und Rittersgrün mit dem Ortsteil Tellerhäuser am 1. Januar 2007.

### Religionen
Vor der Reformation gehörte Breitenbrunn zur Parochie Schwarzenberg. In dieser Epoche wurde eine Kapelle gebaut, die man dem Heiligen Peter weihte. Die Gemeinde wurde zu einem Schwarzenberger Filial. Nach der Reformation wurde Breitenbrunn eine Tochtergemeinde des neu entstandenen Kirchspiels Grünstädtel. In den 1590er-Jahren wurde die St.-Christophorus-Kirche anstelle der alten Kapelle errichtet. Der Standort am oberen Ortsende erleichterte den Einwohnern des eingepfarrten Nachbarorts Rittersgrün den vor allem in den Wintermonaten anstrengenden Marsch zum Gottesdienst.
Heute existiert neben der evangelisch-lutherischen St.-Christoph-Gemeinde auch eine Gemeinde der evangelisch-methodistischen Kirche.

### Einwohnerentwicklung
1533 wurden in Breitenbrunn 25 und 1586 24 Gesessene (Hofeigentümer) gezählt, was etwa 200 Einwohnern entspricht. 1780 standen hier 122 Häuser und bereits 1801 wohnten in Breitenbrunn 2250 Einwohner.
Mit dem Wismut-Bergbau zogen nach 1945 mehrere tausend Bergleute nach Breitenbrunn, die vor allem in der neu errichteten Siedlung auf dem Rabenberg wohnten, aber nach Beendigung des Bergbaus wieder wegzogen.
Nach der Wende sank die Einwohnerzahl weiter. Zwar stieg die absolute Einwohnerzahl durch die Eingemeindungen von Antonsthal (1998) und vor allem Rittersgrün (2006). Bezogen auf den aktuellen Gebietsstand sank sie jedoch von 7667 am 3. Oktober 1990 auf 5491 am 31. Dezember 2015, d. h. um über 28 %. Dieser Trend wird sich voraussichtlich weiter fortsetzen. Nach statistischen Vorausberechnungen könnte die Bevölkerung bis 2030 auf 84,3–87,4 % sinken (2014 = 100 %).
| Jahr | Einwohner |
| ---- | --------- |
| 1801 | 2.250     |
| 1834 | 2.058     |
| 1852 | 2.943     |
| 1890 | 2.224     |
| 1910 | 2.167     |
| 1925 | 2.113     |
| 1946 | 2.467     |

| Jahr | Einwohner |
| ---- | --------- |
| 1956 | 5.018     |
| 1960 | 4.259     |
| 1970 | 3.452     |
| 1979 | 3.149     |
| 1996 | 2.628     |

| Jahr | Einwohner |
| ---- | --------- |
| 1998 | 3.866     |
| 1999 | 3.909     |
| 2000 | 3.965     |
| 2001 | 3.879     |
| 2003 | 3.810     |
| 2004 | 3.778     |
| 2005 | 3.751     |

| Jahr | Einwohner |
| ---- | --------- |
| 2006 | 6.337     |
| 2007 | 6.209     |
| 2008 | 6.111     |
| 2009 | 6.078     |
| 2010 | 5.935     |
| 2011 | 5.862     |
| 2012 | 5.697     |

| Jahr | Einwohner |
| ---- | --------- |
| 2013 | 5.626     |
| 2014 | 5.560     |
| 2015 | 5.491     |
| 2016 | 5.418     |

 bis 1996: Geschichte und Geschichten eines Erzgebirgsdorfes, 1998, S. 8.
 ab 1999: Statistisches Landesamt Sachsen

## Politik
- SPD: 1
- FWG WIR: 5
- CDU: 7
- AfD: 1

Die AfD kann vier Sitze nicht besetzen. Der Gemeinderat verkleinert sich entsprechend.

### Gemeinderat
Seit der Gemeinderatswahl am 9. Juni 2024 verteilen sich die 14 Sitze des Gemeinderates folgendermaßen auf die einzelnen Gruppierungen:
- CDU: 10 Sitze
- WIR – Wir in Rittersgrün, Freie Wählergemeinschaft e. V.: 5 Sitze
- AfD: 1 Sitz (die AfD kann vier Sitze nicht besetzen)
- SPD: 1 Sitz

| Liste                                                    | 2024   | 2024   | 2019   | 2019   | 2014   | 2014   |
| Liste                                                    | Sitze  | in %   | Sitze  | in %   | Sitze  | in %   |
| -------------------------------------------------------- | ------ | ------ | ------ | ------ | ------ | ------ |
| CDU                                                      | 7      | 39,9   | 10     | 52,8   | 10     | 52,1   |
| WIR – Wir in Rittersgrün, Freie Wählergemeinschaft e. V. | 5      | 27,1   | 6      | 29,2   | 5      | 25,6   |
| AfD                                                      | 1      | 24,8   | –      | –      | –      | –      |
| SPD                                                      | 1      | 8,2    | 1      | 9,0    | 1      | 6,1    |
| Linke                                                    | –      | –      | 1      | 6,6    | 2      | 11,7   |
| Grüne                                                    | –      | –      | –      | 2,4    | –      | 3,3    |
| FDP                                                      | –      | –      | –      | –      | –      | 1,1    |
| Wahlbeteiligung                                          | 67,6 % | 67,6 % | 60,2 % | 60,2 % | 49,4 % | 49,4 % |

### Bürgermeister
Der 1973 geborene Lars Dsaak (Einzelkandidat) erlangte bei der jüngsten Bürgermeisterwahl am 3. Juli 2022 60,4 % aller Stimmen. Die Wahlbeteiligung lag bei 49,9 %. Er setzte sich gegen zwei Mitbewerber durch. Ralf Fischer (CDU), der bis dahin 32 Jahre lang amtiert hatte, war nicht noch einmal zur Wahl angetreten.
| Wahl | Bürgermeister | Vorschlag | Wahlergebnis (in %) |
| ---- | ------------- | --------- | ------------------- |
| 2022 | Lars Dsaak    | Dsaak     | 60,4                |
| 2015 | Ralf Fischer  | CDU       | 95,6                |
| 2008 | Ralf Fischer  | CDU       | 79,8                |
| 2001 | Ralf Fischer  | CDU       | 98,4                |
| 1994 | Ralf Fischer  | CDU       | 90,6                |

### Ortspartnerschaft
- Nattheim, Baden-Württemberg: seit 1990/1991[13]
- Münstertal/Schwarzwald, Baden-Württemberg: seit 1994 Partnergemeinde der ehemals eigenständigen Gemeinde Rittersgrün[13]
- Nová Role, Karlovarský kraj, Tschechien: seit 2002 von Rittersgrün[13]

## Kultur und Sehenswürdigkeiten
- Besucherbergwerk St. Christoph
- Christophoruskirche von 1559

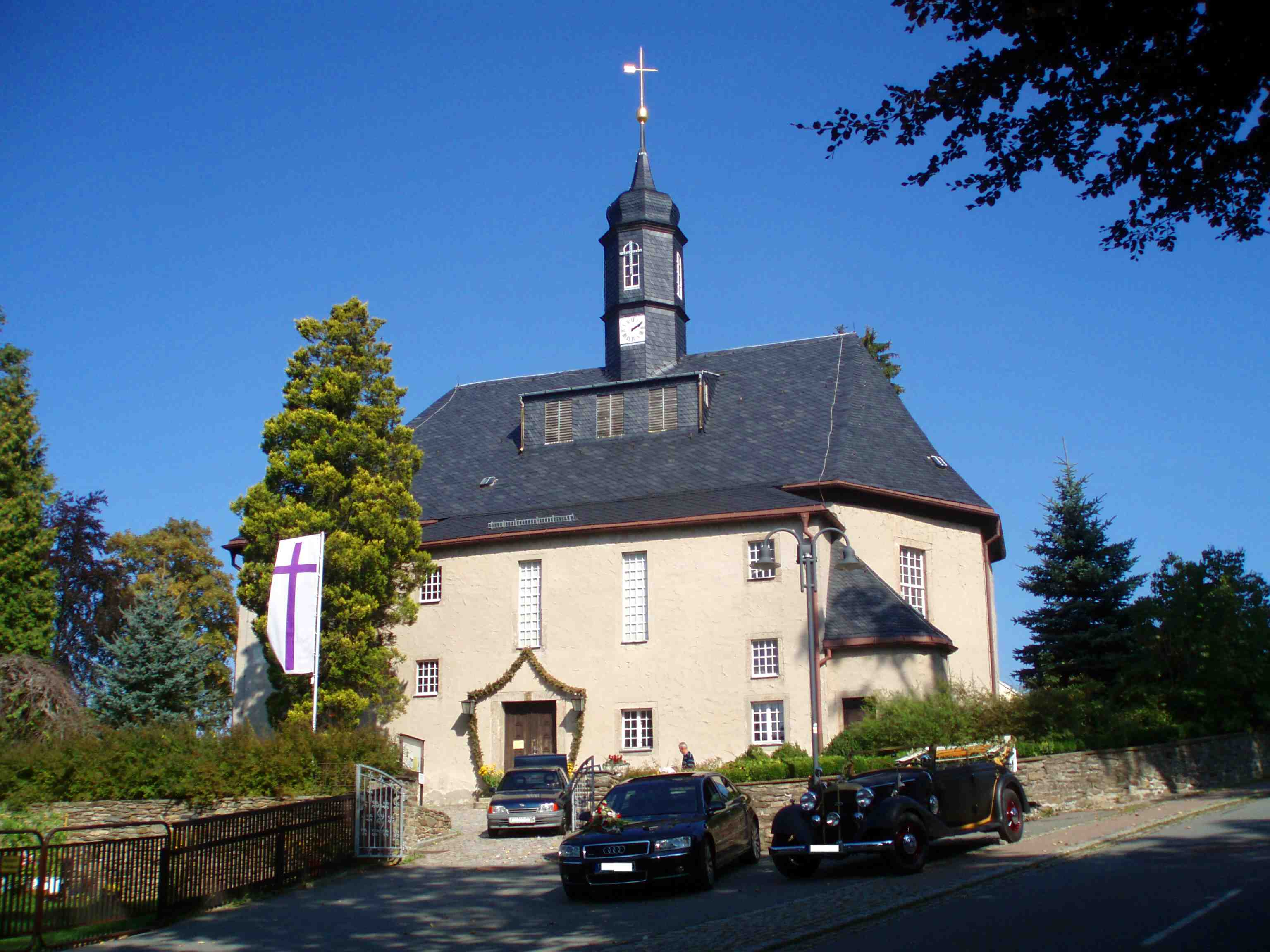
Christophoruskirche

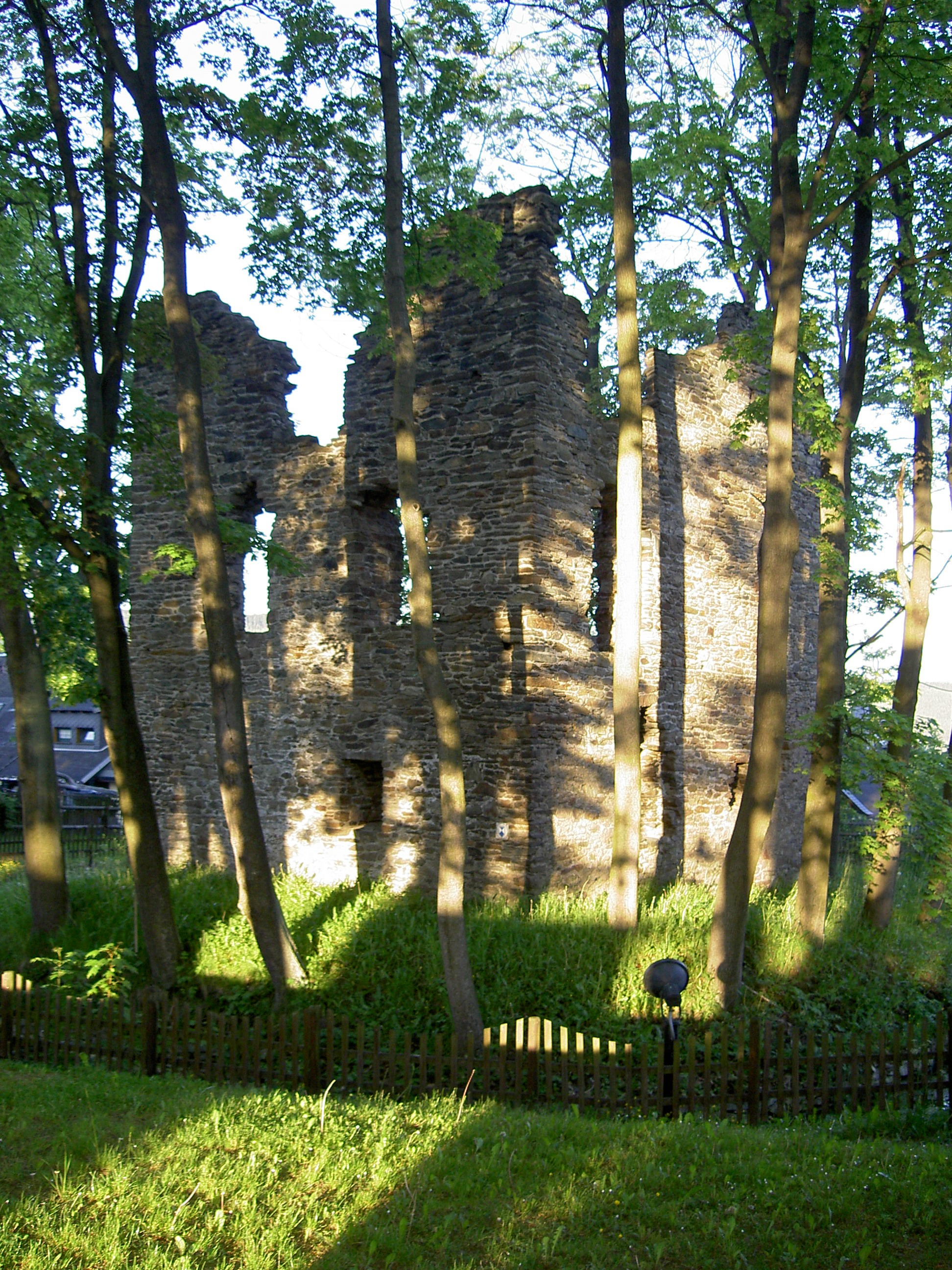
Ruine des ehemaligen kurfürstlichen Jagdhauses

- Denkmal für den Pestpfarrer Wolfgang Uhle am Friedhofseingang und für den Papiermacher Friedrich Wilhelm Benjamin Bach
- Jagdschlossruine
- Bergbauausstellung neben der Post
- Leichenstein sowie Riedelfelsen (Aussichtspunkt) zwischen Breitenbrunn und Rittersgrün
- Technisches Museum Silberwäsche im Ortsteil Antonsthal
- Antonshütte im Ortsteil Antonsthal
- Sächsisches Schmalspurbahnmuseum im Ortsteil Rittersgrün
- Siehe auch: Liste der Kulturdenkmale in Breitenbrunn/Erzgeb.

### Naturdenkmäler
- Flächennaturdenkmal „Himmelswiese“ in der Nähe des Ortsteils Halbemeile
- Preißhausbuche
- Siehe auch: Liste der Naturdenkmale in Breitenbrunn/Erzgeb.

### Regelmäßige Veranstaltungen
- Kirmes am letzten Augustwochenende

## Infrastruktur und Wirtschaft

### Bildung

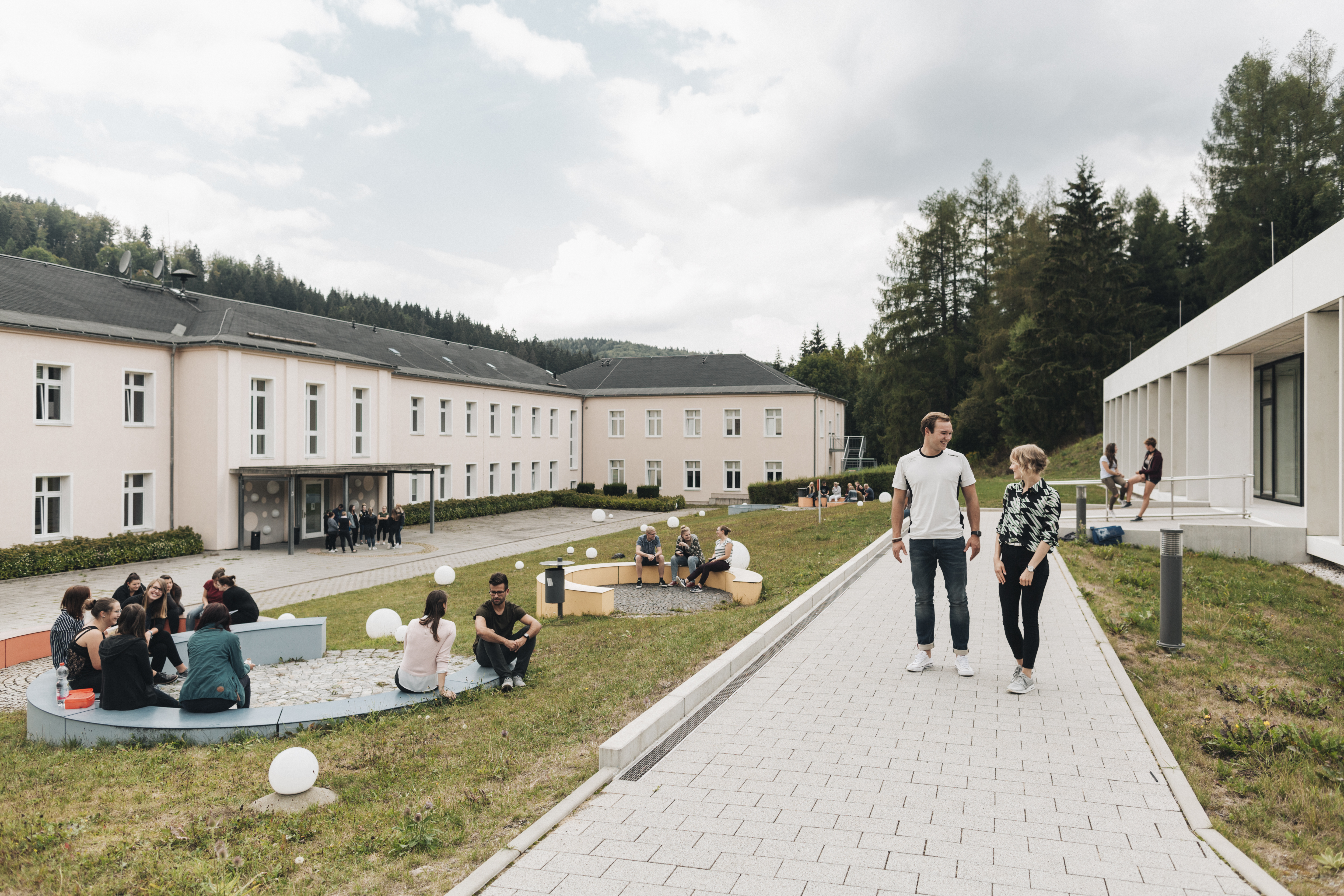
Campus der Staatlichen Studienakademie

Die Gemeinde Breitenbrunn ist Schulträger von zwei Grundschulen und einer Oberschule. Die Grundschulen befinden sich in den Ortsteilen Antonsthal und Rittersgrün. Die Goethe-Schule Breitenbrunn rundet als Mittelschule, seit 1. August 2013 als Oberschule, das schulische Bildungsangebot der Gemeinde ab.
Bekannt ist Breitenbrunn auch durch die Staatliche Studienakademie Breitenbrunn (einem Standort der Dualen Hochschule Sachsen). Hier studieren 700 Frauen und Männer in den dualen Bachelor-Studiengängen Soziale Arbeit, Tourismuswirtschaft und Industrie. Vor 1990 fungierte das Gebäude u. a. als Außenstelle der damaligen Technischen Hochschule Karl-Marx-Stadt (heute TU Chemnitz).
Im Gebäude der staatlichen Studienakademie Breitenbrunn befindet sich auch das Erzgebirgskolleg, eine Schule des zweiten Bildungsweges, an dem um die 220 junge Erwachsene ihr Abitur im Vollzeitunterricht ablegen.

### Sport
Der organisierte Sport geht in Breitenbrunn auf das Jahr 1908 zurück, als der Arbeiter-Radverein „Solidarität“ gegründet wurde. 1921 folgte der Arbeiter- und Turnverein „Vorwärts“. Bis zu 240 Mitglieder waren in den Sparten Turnen, Leichtathletik, Kegeln und Wintersport aktiv. 1923 wurde noch der Deutsche Turnverein „DT Gut Heil“ gegründet, der ab 1933 dem Nationalsozialistischen Reichsbund für Leibesübungen angehörte.
Nach dem Zweiten Weltkrieg wurde der Sport im DTSB in den Sektionen Akrobatik, Boxen, Leichtathletik, Fußball, Handball, Turnen, Kegeln, Volleyball, Kunstradsport, Gymnastik und Wintersport neu organisiert.
Heute sind in der SG Breitenbrunn e. V. zehn Abteilungen mit 320 Mitgliedern aller Altersklassen im Freizeit- und Wettkampfsport aktiv tätig.
Für eine sportliche Betätigung stehen in Breitenbrunn hinreichend gute Anlagen zur Verfügung:
- Neuer Sportplatz an der Schachtstraße
- Vierbahnen-Kegelanlage im neuen Sportlerheim
- Allwettersportplatz am „Haus des Gastes“
- Mehrzwecksporthalle an der Oberschule
- Neu gestaltetes alpines Skigelände am Rabenberg mit Skilift und Skihütte
- Sportpark Rabenberg (mit Schwimmhalle und Skiloipe)

### Verkehr

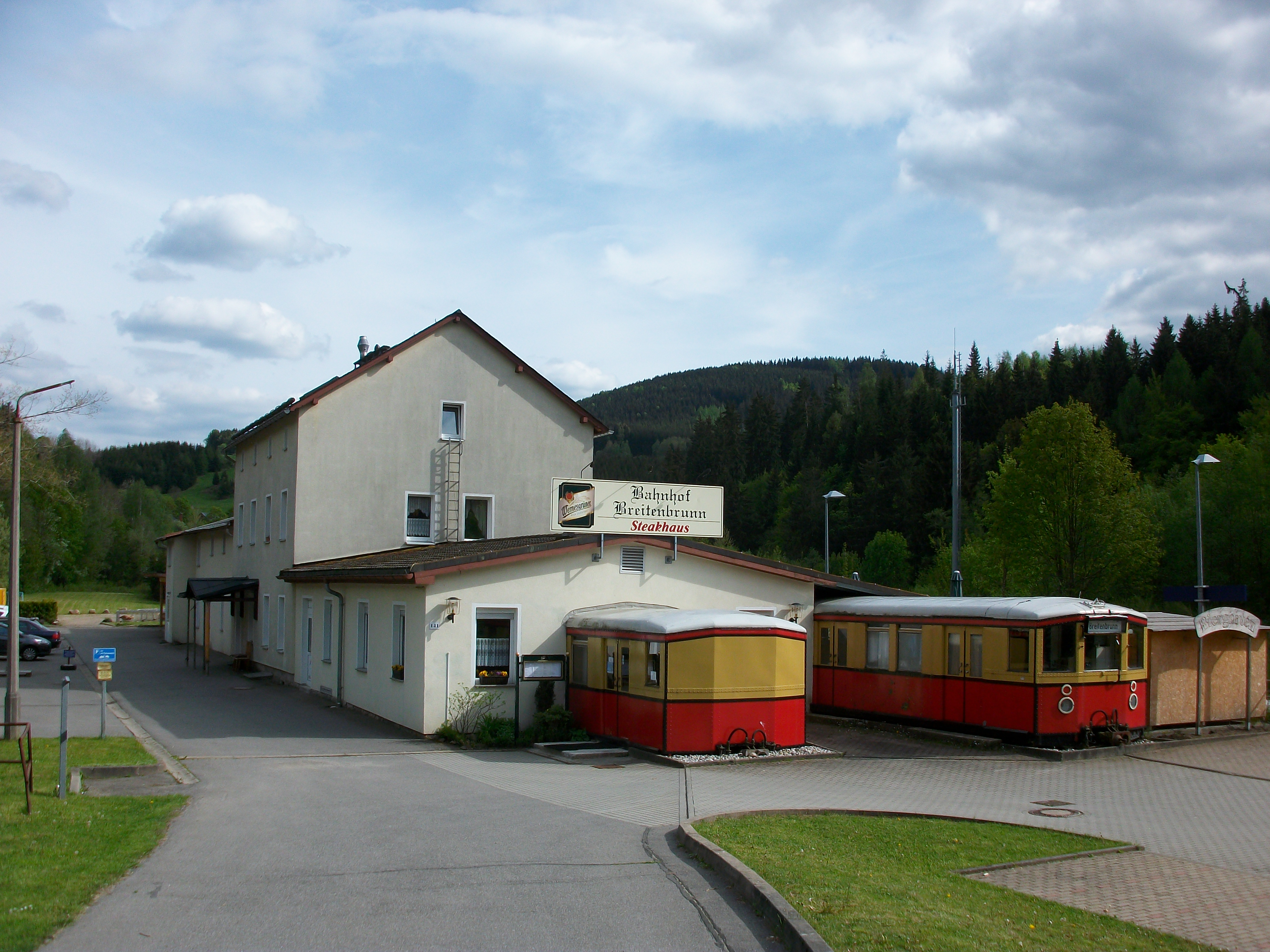
Empfangsgebäude des Bahnhofs Breitenbrunn (2016)

An der Bahnstrecke Johanngeorgenstadt–Schwarzenberg im Tal des Schwarzwassers befinden sich im Bereich der Gemeinde Breitenbrunn/Erzgeb. die Haltepunkte Erlabrunn (Erzgeb.) und Breitenbrunn (Erzgeb), sowie der Bahnhof Antonsthal. Der Güterbahnhof Breitenbrunn wurde stillgelegt, ebenso wie die Schmalspurbahn Grünstädtel–Oberrittersgrün im Tal des Pöhlwassers mit den Stationen Niederglobenstein, Oberglobenstein, Unterrittersgrün und Oberrittersgrün.

### Medizinische Versorgung
- Kliniken Erlabrunn gGmbH

## Persönlichkeiten

### Ehrenbürger
- 1933: Martin Mutschmann (1879–1947), NSDAP-Gauleiter und Reichsstatthalter (Ehrenbürger von Breitenbrunn und von Breitenhof)

### Söhne und Töchter der Gemeinde
- Hieronymus Müller von Berneck (1598–1669), Berg- und Hammerherr in Breitenhof
- Johann Christoph Zimmermann (1668–1727), Buchhändler und Verleger
- Friedrich Wilhelm Benjamin Bach (1784–1840), Papiermacher
- Alwin Teumer (1828–1890), Förster und Original im westlichen Erzgebirge
- Johannes Beyreuther (1921–2010), Musiklehrer und Erfinder
- Winfried Wolk (* 1941), Grafiker und Maler
- Ralf Der (* 1942), Physiker und Informatiker
- Petra Drexler (* 1976), Diplomatin, geboren in Erlabrunn

### Persönlichkeiten, die mit der Gemeinde in Verbindung stehen
- Wolfgang Uhle (1512–1594), bekannt als „Pestpfarrer“ von Annaberg, war Pfarrer in Breitenbrunn von 1569 bis 1594.
- Christian Gottlob Wild (1785–1839), Pfarrer und Mundartdichter, starb 1839 hier.
- Oskar Puschmann (1845–1906), Baumeister des heutigen Hauses des Gastes von 1878 bis 1880
- Eugen Holtzmann (1848–1901), Papierfabrikant in Breitenhof und Politiker (NLP), MdR
- Richard Berger (1900–1948), Lehrer und Heimatforscher in Breitenbrunn
- Hans Riesner (1902–1976), Politiker (KPD/SED). War als Lehrer in Breitenbrunn tätig.
- Reinhart Heppner (1931–2020), Geologe und Heimatforscher, langjähriges Mitglied der Bergknappschaft Rittersgrün, starb in Erlabrunn
- Franziska Böhm (* 1937), Lehrerin, Mundartautorin
- Gudrun Klein (* 1943), Politikerin (SPD), MdL
- Michael Lersow (* 1946), Politiker (SPD), MdL
- Holger Freitag (* 1963), Skispringer
- Simone Lang (* 1971), Politikerin (SPD), seit  2014 MdL Sachsen
- Richard Freitag (* 1991), Skispringer